# Picture to Burn
"Picture to Burn" je pjesma američke country pjevačice Taylor Swift. Objavljena je 19. siječnja 2008. preko iTunesa kao četvrti singl za njen debitanski album Taylor Swif. 

## Popis pjesama
Digitalni download
1. "Picture to Burn" - 2:57

Američki promotivni CD singl
1. "Picture to Burn" (radio edit) - 2:55
2. "Picture to Burn" (album verzija) - 2:57
3. "I'm Only Me When I'm with You" - 3:36

## Videospot
Kao i većina prijašnjih videospotova i ovaj je snimljen pod redateljskom palicom Treya Fanjoya. Na početku videospota Swift i njena prijateljica promatraju preko dalekozora iz auta njenog bivšeg dečka. One vide kako on ima novu djevojku koja vozi njegov Pick-up. U tom trenutku Swift počinje sanjariti, zamišlja kao ona i njen sastav upadaju u njegovu kuću i razaraju je. U trenutku kad njen bivši dečko dođe kući Swift zaključi da je sve to samo zamišljala.

## Ljestvice
| Ljestvica (2008. – 2009.)       | Najviša pozicija |
| ------------------------------- | ---------------- |
| Kanada                          | 48               |
| SAD Billboard Hot 100           | 28               |
| SAD Billboard Pop 100           | 49               |
| SAD Billboard Hot Country Songs | 3                |